# Hugo Delafontaine
Pour les articles homonymes, voir Delafontaine.
Hugo Delafontaine (né en 1988) est un joueur de Scrabble suisse. Il détient le record du plus jeune champion national de Scrabble, ayant remporté le championnat de Suisse (toutes catégories) en 2002 à l'âge de 14 ans. En 2004, il a fini 10e aux championnats du monde de Scrabble quand il n'avait que 16 ans. Il a remporté le championnat de Suisse de blitz en 2005 et a gagné son deuxième titre national en 2006. Il a conservé le titre en 2007 avec 8 points d'avance sur Jean-Pierre Hellebaut. Au 31 mars 2007, le classement international était mis à jour avec Hugo à la 5e place. En dehors du Scrabble, il a remporté le Championnat de la Dictée des Amériques en 2006.
En 2009, âgé de 21 ans, il remporte le Championnat du monde par paires avec Florian Lévy. Le lendemain, il remporte le Championnat du monde de Scrabble francophone, devant Christian Pierre (cinq fois champion du monde durant les années 1990). De plus, il y réalise le 2e meilleur négatif de l'histoire de ces Championnats avec « -5 », le record étant toujours détenu par Antonin Michel (-4 en 2005). 
Son frère Benoit a aussi participé aux championnats de Suisse de Scrabble, et remporté le Championnat de la Dictée des Amériques en 2005.

## Palmarès au Scrabble
- Champion du monde : 2009, 2014, 2016
- Champion du monde par paires (avec Florian Lévy) : 2009
- Champion de Suisse (2002, 2006, 2007)
- Champion de Suisse en blitz (2005)
- Champion du monde cadet (2001, 2002, 2003)
- Champion du monde junior (2004, 2005, 2006)
- Simultané mondial (2004)